# Cyphon gracilicornis
Cyphon gracilicornis is een keversoort uit de familie moerasweekschilden (Scirtidae). De wetenschappelijke naam van de soort werd in 1864 gepubliceerd door Thomas Vernon Wollaston.